# Olaus Rudbeck
Olaus Rudbeck, též Olaus Rudbeckius (13. září 1630, Västerås – 17. září 1702, Uppsala) byl švédský renesanční učenec, profesor lékařství a posléze rektor Uppsalské univerzity.

## Život a dílo
Výrazně zasáhl především do dvou vzdálených oborů: anatomie (byl průkopníkem výzkumu lymfatických uzlin, který následovaly spory o prvenství objevu s Thomasem Bartholinem) a lingvistiky (zejména dílo Atland eller Manheim), věnoval se ale i hudbě či botanice - což ovšem v jeho době nebylo neobvyklé. Založil botanickou zahradu v Uppsale.
Jeho dílo lingvistické dnes působí kuriózně, neboť v něm tvrdil, že Švédové byly prapůvodně obyvateli Atlantidy, a že švédština byla původní jazyk biblického Adama, z níž se následně vyvinula hebrejština a latina. Již v Rudbeckově době byly tyto jeho názory kritizovány a parodovány, za příklad vítězství mystiky ve vědě je dává i Denis Diderot ve francouzské Encyklopedii (heslo Etymologie). Roku 1702 velká část jeho spisů shořela, krátce na to Rudbeck zemřel.
Jeho otec byl biskupem a zpovědníkem švédského krále Gustava II. Adolfa, jeho syn Olof Rudbeck se stal významným botanikem a učitelem Carla Linného. Rodina Rudbecků byla rovněž spřízněna s rodinou Nobelů, z níž pocházel i Alfred Nobel.